# Nigredo
Nigredo é uma palavra em latim que significa escuro. Foi adotada pelos alquimistas para designar o primeiro estado da alquimia: a morte espiritual, significando decomposição ou putrefação. É sucedido pelos estados albedo (purificação), citrinitas (despertar) e rubedo (iluminação). Os alquimistas acreditavam que no primeiro passo para a Pedra Filosofal, todos os ingredientes tinham que ser preparados até criarem uma matéria preta uniforme.
Na psicologia analítica, o termo se tornou uma metáfora para "a noite escura da alma, quando um indivíduo confronta a sua sombra interior".